# Potrójna korona brydżowa
Potrójna korona brydżowa – jest to osiągnięcie w brydżu sportowym zwycięstw w 3 najważniejszych zawodach:
- w drużynowych mistrzostwach świata[3];
- na olimpiadzie brydżowej[4];
- w otwartych mistrzostwach świata par[5].

## Kategoria otwarta
Dla zdobycia potrójnej korony brydżowej w kategorii otwartej konieczne jest wygranie następujących zawodów:
- Bermuda Bowl[3]:
  - Rozgrywane od roku 1950,
  - Aktualnie co 2 lata (w latach nieparzystych);
- Kategoria open na olimpiadzie brydżowej[4]:
  - Rozgrywane od roku 1960 co 4 lata (w latach podzielnych przez 4);
- Otwarte mistrzostwa świata par open w brydżu sportowym[6]:
  - Rozgrywane od roku 1962 co 4 lata w latach parzystych niepodzielnych przez 4.

Aktualnie (maj 2015) 10 osób osiągnęło potrójną koronę brydżową w kategorii otwartej.
| Zawodnik        | Bermuda Bowl | Olimpiada teamy open | OMŚ pary open |
| --------------- | ------------ | -------------------- | ------------- |
| Pierre Jaïs     | 1956         | 1960                 | 1962          |
| Roger Trézel    | 1956         | 1960                 | 1962          |
| Bob Hamman      | 1970         | 1988                 | 1974          |
| Robert Wolff    | 1970         | 1988                 | 1974          |
| Jeff Meckstroth | 1981         | 1988                 | 1986          |
| Eric Rodwell    | 1981         | 1988                 | 1986          |
| Marcelo Branco  | 1989         | 1976                 | 1978          |
| Gabriel Chagas  | 1989         | 1976                 | 1990          |
| Fulvio Fantoni  | 2005         | 2004                 | 2002          |
| Claudio Nunes   | 2005         | 2004                 | 2002          |

Potrójną koronę brydżową można zdobyć – najszybciej – w ciągu 3 lat. W najkrótszym czasie – w ciągu 4 lat – zdobyli ją Fulvio Fantoni oraz Claudio Nunes.
Marcelo Branco zdobył potrójną koronę brydżową szybciej od Gabriela Chagasa, ponieważ oprócz zwycięstwa razem z nim w parach w roku 1990 (Genewa) wcześniej – w roku 1978 (Nowy Orlean) – zwyciężył razem z Gabino Cintrą.

## Kategoria kobiet
Dla zdobycia potrójnej korony brydżowej w kategorii kobiet konieczne jest wygranie następujących zawodów:
- Venice Cup[3]:
  - Rozgrywane od roku 1974,
  - Zalicza się do nich również zawody rozegrane w roku 1937 pod patronatem IBL[32],
  - Aktualnie co 2 lata (w latach nieparzystych);
- Kategoria kobiet na olimiadzie brydżowej[4]:
  - Rozgrywane od roku 1960 co 4 lata (w latach podzielnych przez 4);
- Otwarte mistrzostwa świata par kobiet w brydżu sportowym[33]:
  - Rozgrywane od roku 1962 co 4 lata w latach parzystych niepodzielnych przez 4.

Aktualnie (maj 2015) 8 osób zdobyło potrójną koronę brydżową w kategorii kobiet.
Rixi Markus występowała również jako Rixi Scharfstein. Reprezentowała ona Austrię i Wielką Brytanię.
| Zawodnik             | Venice Cup | Olimpiada teamy kobiety | OMŚ pary kobiet |
| -------------------- | ---------- | ----------------------- | --------------- |
| Rixi Markus          | 1937       | 1964                    | 1962            |
| Mary Jane Farell     | 1978       | 1980                    | 1970            |
| Marilyn Johnson      | 1978       | 1980                    | 1970            |
| Betty Ann Kennedy    | 1974       | 1984                    | 1982            |
| Carol Sanders        | 1974       | 1984                    | 1982            |
| Jacqui Mitchell      | 1976       | 1980                    | 1986            |
| Judi Radin           | 1987       | 1984                    | 1978            |
| Katherine Wei-Sender | 1987       | 1984                    | 1978            |

## Kategoria seniorów
Dla zdobycia potrójnej korony brydżowej w kategorii seniorów konieczne jest wygranie następujących zawodów:
- d’Orsi Senior Trophy[3]:
  - Rozgrywane od roku 2001 co 2 lata (w latach nieparzystych);
- Kategoria seniorów na olimiadzie brydżowej[4]:
  - Rozgrywane od roku 2000 co 4 lata (w latach podzielnych przez 4);
- Hiron Trophy[53]:
  - Rozgrywane od roku 1990 co 4 lata w latach parzystych niepodzielnych przez 4.

Nikt jeszcze (maj 2015) nie zdobył potrójnej korony brydżowej w kategorii seniorów.